# Miłko Kazanow
Miłko Georgiew Kazanow (buł. Милко Георгиев Казанов, ur. 11 lutego 1970 w Ruse) – bułgarski kajakarz. Brązowy medalista olimpijski z Atlanty.
Brał udział w czterech igrzyskach (IO 92, IO 96, IO 2000, IO 2004). W 1996 zajął trzecie miejsce w kajakowej dwójce na dystansie 1000 metrów. Partnerował mu Andrian Duszew. Zdobył brązowy medal mistrzostw świata w 2002 zajmując trzecie miejsce w kajakowej czwórce na dystansie 1000 metrów. Na mistrzostwach Europy wywalczył pięć medali w różnych konkurencjach: dwa srebrne i trzy brązowe.